# WSK M21W2 Dudek
WSK M21W2 Dudek – polski motocykl, produkowany w latach 1975−1977 przez Wytwórnię Sprzętu Komunikacyjnego w Świdniku.

## Historia
Prace nad tym motocyklem rozpoczęto w roku 1970. Model W2 Dudek należał do klasy 175 ccm. W Dudku umieszczono silnik serii 059 w wersji 3 o mocy 11 kW będący zmodernizowaną wersją silnika W2. Główne cechy wyróżniające ten model spośród innych z „rodziny ptaków” to wysoka kierownica typu harley z poprzeczką. Podwójne siedzenie można było po podniesieniu części dla pasażera przekształcić w jednoosobowe z oparciem. 
Motocykl wyposażono w kierunkowskazy sterowane przełącznikiem przy manetce gazu i chromowane płytkie błotniki. Motocykl produkowano w różnych wersjach w zależności od kraju do którego był eksportowany. M21W2 Dudek zaprezentowano na jesiennej edycji Targów Poznańskich w roku 1974, a rok później rozpoczęto jego produkcję seryjną, motocykl produkowano w latach 1975–1977.